# Tour de Romandía 2010
La 64.ª edición del Tour de Romandía se disputó del 27 de abril al 2 de mayo.
La carrera formó parte del UCI World Calendar 2010 como carrera UCI ProTour.
En principio el ganador fue Alejandro Valverde (quien además se hizo con una etapa) pero fue desclasificado como consecuencia del Caso Valverde (ver sección Alejandro Valverde y la Operación Puerto). Por lo que el ganador final fue Simon Špilak (vencedor de la clasificación de los jóvenes) seguido de Denis Menchov y Michael Rogers, respectivamente.
En las clasificaciones secundarias se impusieron Thibaut Pinot (montaña), Chad Beyer (sprints), y RadioShack (equipos).

## Recorrido
Este Tour de Romandía comenzó con un prólogo de 4,3 km en Porrentruy en Cantón de Jura. La primera etapa salió de Cantón de Neuchâtel y terminó en Fleurier; la etapa contó con dos puertos de 1.ª categoría y uno de 2.ª categoría a más de cuarenta kilómetros de la meta. Al día siguiente, la segunda etapa se accedió por Friburgo; pasó dos veces por el puerto de Lorette (1.ª categoría). La tercera etapa fue una contrarreloj de 23,4 km alrededor de Moudon en Cantón de Vaud. El Tour de Romandía llegó a Francia en la cuarta etapa, que comenzó a partir de Vevey y terminó en Chatel; al pasar la frontera franco-suiza, se subió el Morgins, una colina de 1.ª categoría después el Col du Corbier, también de 1.ª categoría, estuvo situado a 25 kilómetros de la meta. La etapa final se disputó en Valais donde se partió y se llegó a la Sion por el valle de la Ródano y Alpes berneses; pasó por los dos puntos culminantes del Tour de Romandía, en Anzère (1544 m sobre el nivel del mar) y Crans Montana (1478m) (ambas de 1.ª categoría), al final de la etapa una última subida, Ovronnaz, también de 1.ª categoría, a 20 km de la meta.
Las principales dificultades montañosas estuvieron localizadas en las dos últimas jornadas. Esta edición fue descrita como favorable para los escaladores, aunque a la hora de la verdad estos tuvieron pocas oportunidades para destacar, de hecho el primer escalador "puro" de la clasificación fue Igor Antón en la décima posición.

## Participantes

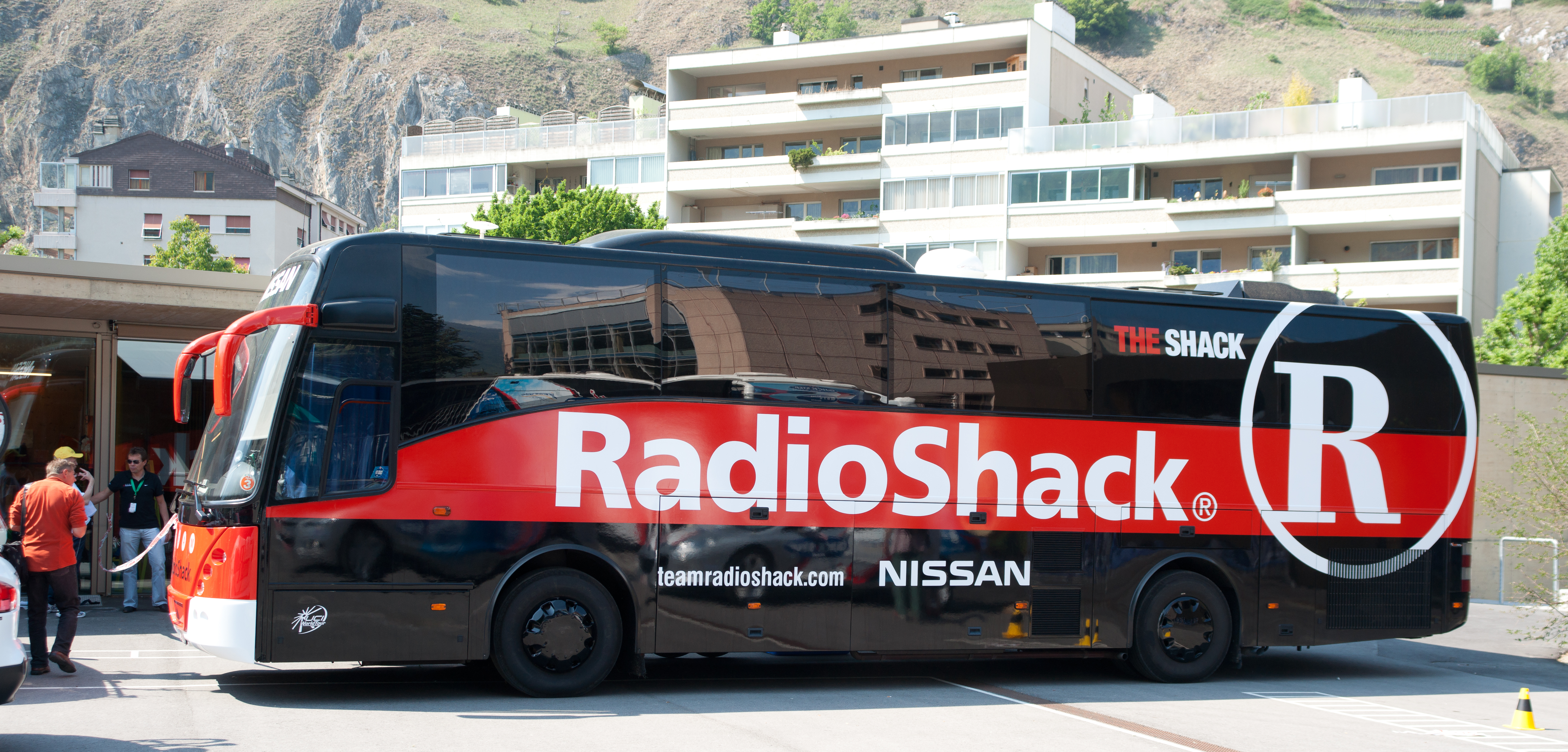
Autobús del equipo RadioShack

### Equipos
Tomaron parte en la carrera 20 equipos: los 18 de categoría UCI ProTeam (al tener obligada su participación);
más 2 de categoría Profesional Continental mediante invitación de la organización (BMC Racing Team y Cervélo Test Team). Los equipos participantes fueron:
| N.º   | Código UCI | Equipo             |
| ----- | ---------- | ------------------ |
| 1-8   | LIQ        | Liquigas-Doimo     |
| 11-18 | GCE        | Caisse d'Epargne   |
| 21-28 | KAT        | Team Katusha       |
| 31-38 | OLO        | Omega Pharma-Lotto |
| 41-48 | SAX        | Team Saxo Bank     |
| 51-58 | THR        | Team HTC-Columbia  |
| 61-68 | AST        | Astana             |
| 71-78 | QST        | Quick Step         |
| 81-88 | GRM        | Garmin-Transitions |
| 91-98 | RAB        | Rabobank           |

| N.º     | Código UCI | Equipo              |
| ------- | ---------- | ------------------- |
| 101-108 | SKY        | Team Sky            |
| 111-118 | EUS        | Euskaltel-Euskadi   |
| 121-128 | RSH        | Team RadioShack     |
| 131-138 | LAM        | Lampre-Farnese Vini |
| 141-148 | MRM        | Team Milram         |
| 151-158 | ALM        | Ag2r-La Mondiale    |
| 161-168 | FDJ        | FDJ                 |
| 171-178 | FOT        | Footon-Servetto     |
| 181-188 | CTT        | Cervélo Test Team   |
| 191-198 | BMC        | BMC Racing Team     |

### Favoritos

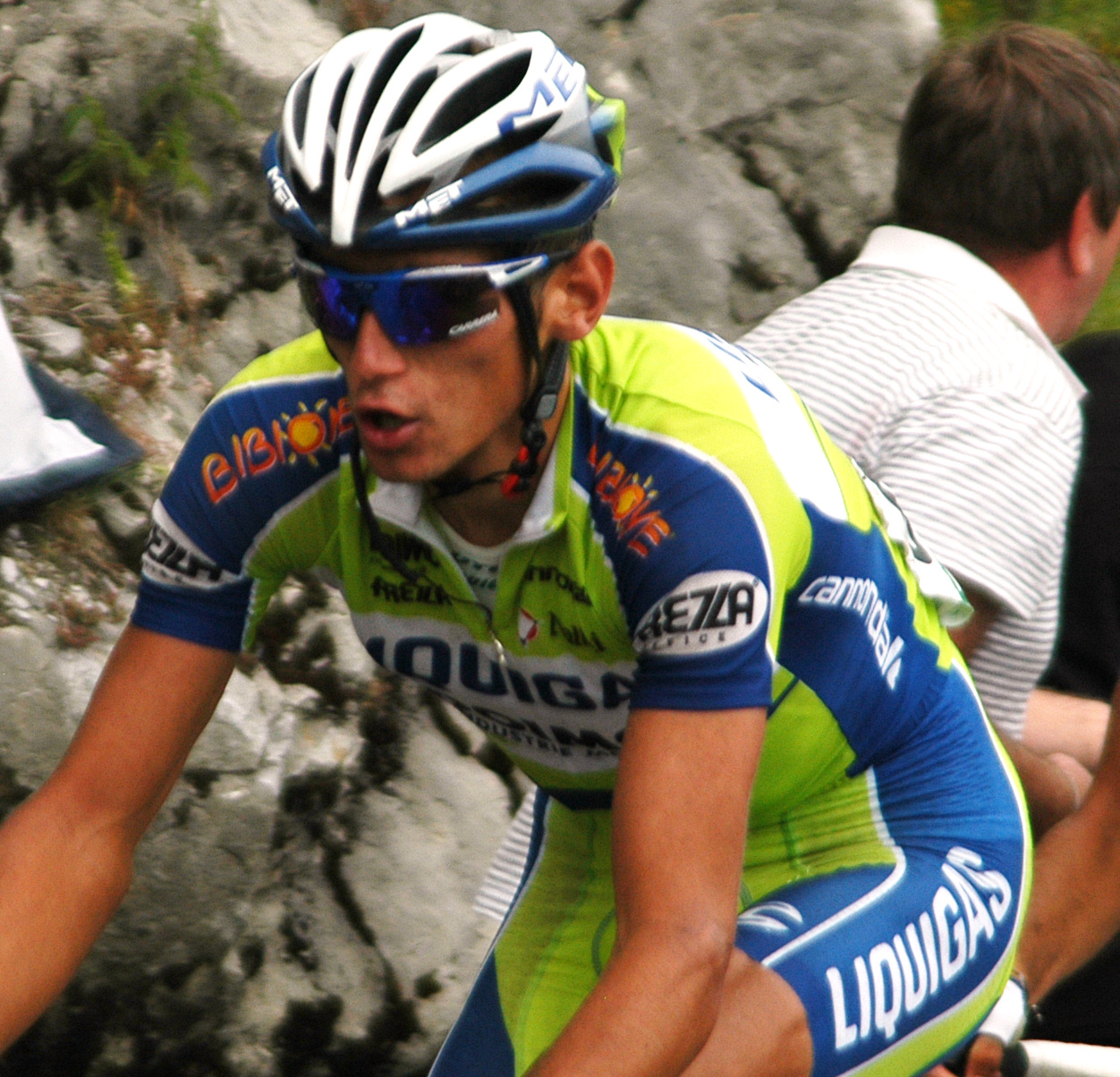
El poseedor del título Roman Kreuziger fue uno de los favoritos en la salida.

El poseedor del título del Tour de Romandía 2009 Roman Kreuziger fue uno de los principales favoritos para la clasificación general. Muchos otros grandes escaladores estuvieron en la salida: Kevin Seeldraeyers (Quick Step), Vladimir Karpets (Katusha), Jurgen Van Den Broeck (Omega Pharma-Lotto), Mauricio Soler (Caisse d'Epargne), Denis Menchov (Rabobank), Igor Antón (Euskaltel-Euskadi), Christian Vande Velde (Garmin-Transitions), Christophe Le Mével, Sandy Casar (FDJ) y Vladimir Efimkin (Ag2r-La Mondiale). Philippe Gilbert (Omega Pharma-Lotto) participó en este Tour de Romandía con el objetivo de mantener su primera plaza en el UCI World Ranking 2010.
Algunos especialistas contra el crono como Marco Pinotti, František Raboň, Michael Rogers (HTC-Columbia), Mijaíl Ignátiev (Katusha) y Peter Sagan (Liquigas-Doimo), revelación de la París-Niza 2010.
Los principales sprinters fueron Allan Davis (Astana), Robbie McEwen (Katusha), Mark Cavendish, Bernhard Eisel (HTC-Columbia), Daniele Bennati (Liquigas-Doimo), Mirco Lorenzetto (Lampre-Farnese Vini), Robert Hunter (Garmin-Transitions), Gerald Ciolek (Milram), Gert Steegmans (RadioShack) y Greg Henderson (Sky).

## Etapas

### Prólogo - 27 de abril de 2010:Porrentruy-Porrentruy(CRI), 4,3 km

#### Resumen
El italiano Marco Pinotti (HTC-Columbia) se impuso en 5 minutos y 18 segundos con lo que se puso de líder en la clasificación general.

#### Clasificaciones
|   | Ciclista       | Equipo         | Tiempo |
| - | -------------- | -------------- | ------ |
| 1 | Marco Pinotti  | HTC-Columbia   | 5' 18" |
| 2 | Peter Sagan    | Liquigas-Doimo | + 1"   |
| 3 | Jérémy Roy     | FDJ            | + 3"   |
| 4 | Michael Rogers | HTC-Columbia   | m.t.   |
| 5 | Rick Flens     | Rabobank       | m.t.   |

|   | Ciclista       | Equipo         | Tiempo |
| - | -------------- | -------------- | ------ |
| 1 | Marco Pinotti  | HTC-Columbia   | 5' 18" |
| 2 | Peter Sagan    | Liquigas-Doimo | + 1"   |
| 3 | Jérémy Roy     | FDJ            | + 3"   |
| 4 | Michael Rogers | HTC-Columbia   | m.t.   |
| 5 | Rick Flens     | Rabobank       | m.t.   |

### 1.ª etapa - 28 de abril de 2010:Porrentruy–Fleurier, 175,6 km

#### Resumen
Esta primera etapa se compuso de dos cotas de 1.ª categoría situadas en la primera mitad de carrera, y una cota de 2.ª categoría situada a unos 40 km de meta.
El eslovaco Peter Sagan segundo en el prólogo, se impuso al sprint consiguiendo el maillot de líder.

#### Clasificaciones
|   | Ciclista          | Equipo              | Tiempo     |
| - | ----------------- | ------------------- | ---------- |
| 1 | Peter Sagan       | Liquigas-Doimo      | 4h 50' 21" |
| 2 | Francesco Gavazzi | Lampre-Farnese Vini | m.t.       |
| 3 | Nicolas Roche     | Ag2r-La Mondiale    | m.t.       |
| 4 | Maxim Iglinskiy   | Astana              | m.t.       |
| 5 | Fabio Felline     | Footon-Servetto     | m.t.       |

|   | Ciclista          | Equipo           | Tiempo     |
| - | ----------------- | ---------------- | ---------- |
| 1 | Peter Sagan       | Liquigas-Doimo   | 4h 55' 19" |
| 2 | Marco Pinotti     | HTC-Columbia     | + 9"       |
| 3 | Jérémy Roy        | FDJ              | + 12"      |
| 4 | Michael Rogers    | HTC-Columbia     | m.t.       |
| 5 | Christophe Moreau | Caisse d'Epargne | + 14"      |

### 2.ª etapa - 29 de abril de 2010:Friburgo–Friburgo, 171,8 km

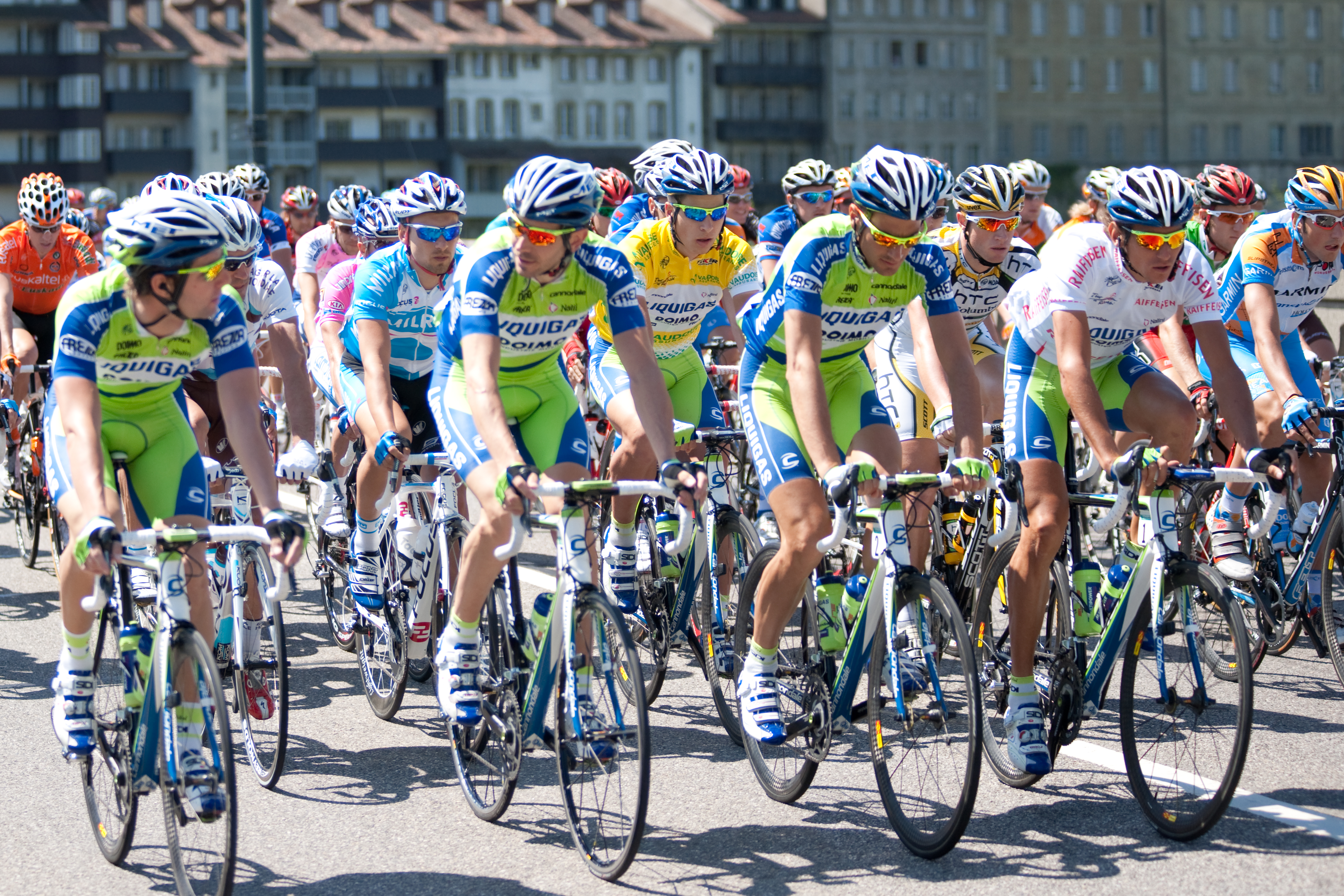
Peter Sagan y sus compañeros a la salida de la segunda etapa en Friburgo.

#### Resumen
Esta etapa de 171,8 km pasó dos veces por la cota de pavé de la Lorette, calificada de 1.ª categoría.
El británico Mark Cavendish (HTC-Columbia) se impuso al sprint celebrando la victoria con un feo gesto hacia sus detractores. El eslovaco Peter Sagan (Liquigas-Doimo) entró con el pelotón y siguió de líder en la clasificación general.

#### Clasificaciones
|   | Ciclista              | Equipo              | Tiempo     |
| - | --------------------- | ------------------- | ---------- |
| 1 | Mark Cavendish        | HTC-Columbia        | 4h 28' 59" |
| 2 | Danilo Hondo          | Lampre-Farnese Vini | m.t.       |
| 3 | Robert Hunter         | Garmin-Transitions  | m.t.       |
| 4 | Lucas Sebastián Haedo | Saxo Bank           | m.t.       |
| 5 | Peter Sagan           | Liquigas-Doimo      | m.t.       |

|   | Ciclista       | Equipo              | Tiempo     |
| - | -------------- | ------------------- | ---------- |
| 1 | Peter Sagan    | Liquigas-Doimo      | 9h 24' 28" |
| 2 | Marco Pinotti  | HTC-Columbia        | + 9"       |
| 3 | Jérémy Roy     | FDJ                 | m.t.       |
| 4 | Danilo Hondo   | Lampre-Farnese Vini | + 11"      |
| 5 | Michael Rogers | HTC-Columbia        | + 12"      |

### 3.ª etapa - 30 de abril de 2010:Moudon–Moudon, 23,4 km (CRI)

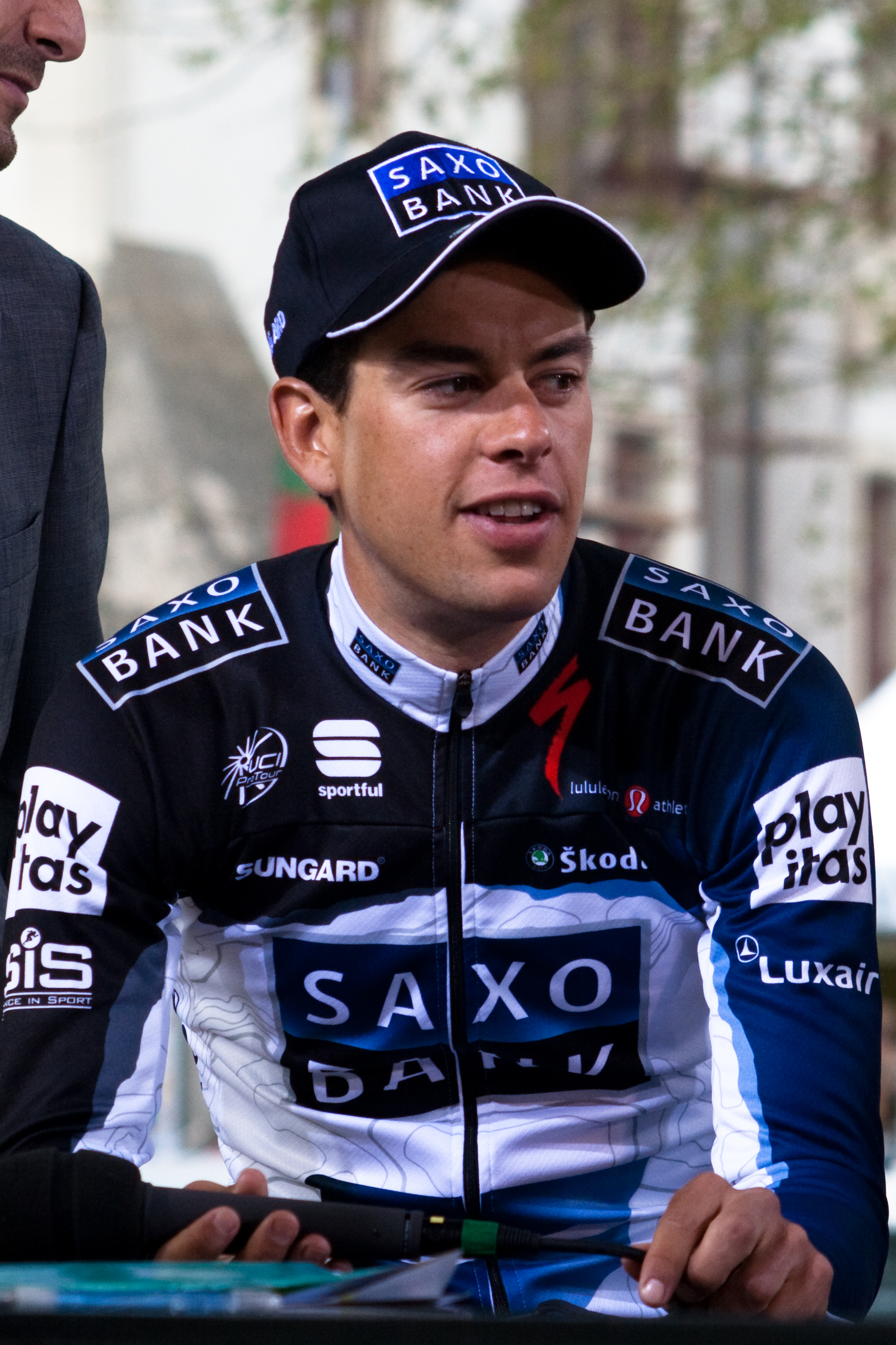
Richie Porte, vencedor de la etapa.

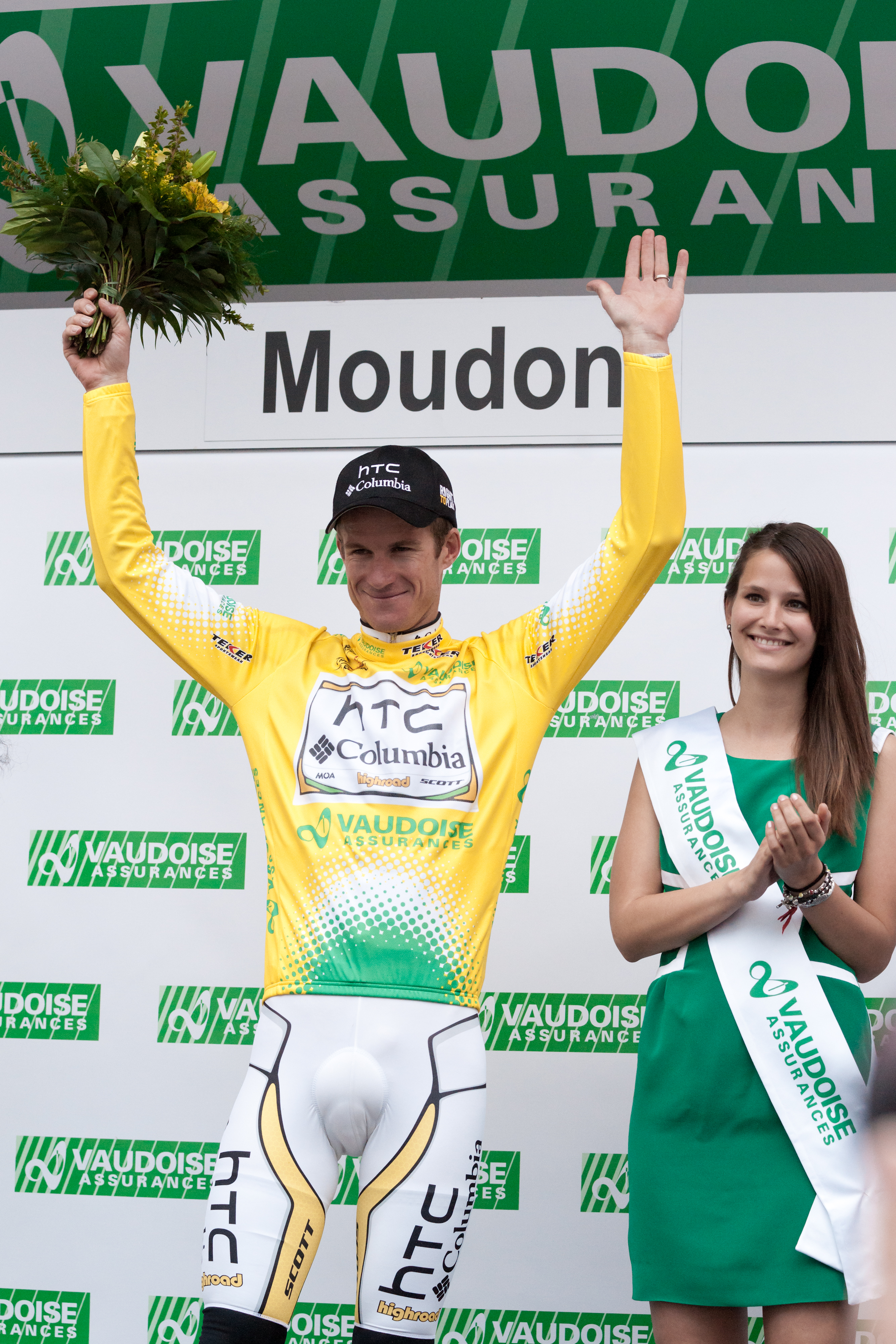
Michael Rogers, nuevo líder de la carrera.

#### Resumen
Esta contrarreloj de 23,4 km presentó un inicio de recorrido ascendente, con un desnivel de 282 metros en los siete primeros kilómetros, después bajada en la misma proporción.
El australiano Richie Porte se adjudicó esta tercera etapa aventajando a Alejandro Valverde en 26 segundos aunque Valverde fue posteriormente dicho resultado de Valverde fue anulado debido al Caso Valverde (ver sección Alejandro Valverde y la Operación Puerto). Fue su primera gran victoria como profesional. Por su parte, el eslovaco Peter Sagan terminó 30.º y perdió el maillot amarillo que pasó a Michael Rogers.

#### Clasificaciones
|   | Ciclista         | Equipo       | Tiempo  |
| - | ---------------- | ------------ | ------- |
| 1 | Richie Porte     | Saxo Bank    | 30' 54" |
| 3 | Vladimir Karpets | Katusha      | + 27"   |
| 4 | Michael Rogers   | HTC-Columbia | + 28"   |
| 5 | Denis Menchov    | Rabobank     | + 31"   |
| 6 | Artem Ovechkin   | Katusha      | m.t.    |

|   | Ciclista         | Equipo       | Tiempo     |
| - | ---------------- | ------------ | ---------- |
| 1 | Michael Rogers   | HTC-Columbia | 9h 56' 03" |
| 2 | Vladimir Karpets | Katusha      | + 5"       |
| 3 | Artem Ovechkin   | Katusha      | + 7"       |
| 4 | Denis Menchov    | Rabobank     | + 9"       |
| 5 | Janez Brajkovič  | RadioShack   | + 15"      |

### 4.ª etapa - 1 de mayo de 2010:Vevey–Châtel, 157,9 km

#### Resumen
Esta etapa fue la única que transcurrió parte fuera de Suiza, en este caso Francia, donde fueron los últimos kilómetros.
El recorrido fue totalmente llano hasta el primer punto intermedio en el km 75,5. Los corredores tuvieron entonces que escalar una cota de 1.ª categoría durante 10 km hasta Morgins, donde pasaron la frontera franco-suiza, después tuvieron que emprender un largo descenso. El puerto de Corbier, también de 1.ª categoría se encontraba a 25 km de meta. Los veinte últimos kilómetros fueron por un terreno de falsos-llanos.
El esloveno Simon Špilak ganó esta etapa en solitario. El australiano Michael Rogers conservó por 1 segundo el mailot de líder aventajando a Alejandro Valverde que disminuyó su desventaja gracias a las bonificaciones, aunque finalmente este hecho no tuvo incidencia en la clasificación ya que dicho resultado de Valverde fue anulado debido al Caso Valverde (ver sección Alejandro Valverde y la Operación Puerto).

#### Clasificaciones
|   | Ciclista         | Equipo              | Tiempo     |
| - | ---------------- | ------------------- | ---------- |
| 1 | Simon Špilak     | Lampre-Farnese Vini | 4h 03' 25" |
| 2 | Peter Sagan      | Liquigas-Doimo      | + 13"      |
| 3 | Philippe Gilbert | Omega Pharma-Lotto  | m.t.       |
| 4 | Hubert Dupont    | Ag2r-La Mondiale    | + 15"      |
| 5 | Marcel Wyss      | Cervélo             | + 22"      |

|   | Ciclista         | Equipo              | Tiempo      |
| - | ---------------- | ------------------- | ----------- |
| 1 | Michael Rogers   | HTC-Columbia        | 13h 59' 28" |
| 2 | Simon Špilak     | Lampre-Farnese Vini | + 5"        |
| 3 | Vladimir Karpets | Katusha             | + 7"        |
| 4 | Denis Menchov    | Rabobank            | + 10"       |
| 5 | Janez Brajkovič  | RadioShack          | + 17"       |

### 5.ª etapa - 2 de mayo de 2010:Sion–Sion, 121,8 km

#### Resumen
Una etapa de alta montaña fue la que puso fin a este Tour de Romandía, con tres puertos de 1.ª categoría y dos sprints intermedios.
Alejandro Valverde (Caisse d'Epargne) hizo doblete, ya que su victoria en la etapa le permitió ganar también la clasificación general, aunque posteriormente fueron anulados sus resultados debido al Caso Valverde (ver sección Alejandro Valverde y la Operación Puerto). Se impuso al sprint delante de otros tres corredores: Igor Antón (Euskaltel-Euskadi) (que atacó en el kilómetro final), Simon Špilak (Lampre-Farnese Vini) y Denis Menchov (Rabobank) respectivamente. Estos cuatro hombres se habían escapado en el puerto de Ovronnaz en la que Igor Antón coronó primero y después, en la bajada, se le unieron los otros tres. A 23 segundos, llegó un grupo de siete corredores entre los cuales se encontraba el maillot de líder Michael Rogers (HTC-Columbia).

#### Clasificaciones
|   | Ciclista      | Equipo              | Tiempo     |
| - | ------------- | ------------------- | ---------- |
| 1 | Igor Antón    | Euskaltel-Euskadi   | 3h 36' 19" |
| 3 | Simon Špilak  | Lampre-Farnese Vini | m.t.       |
| 4 | Denis Menchov | Rabobank            | m.t.       |
| 5 | Tiago Machado | RadioShack          | + 23"      |
| 6 | John Gadret   | Ag2r-La Mondiale    | m.t.       |

|   | Ciclista         | Equipo              | Tiempo      |
| - | ---------------- | ------------------- | ----------- |
| 1 | Simon Špilak     | Lampre-Farnese Vini | 17h 38' 06" |
| 2 | Denis Menchov    | Rabobank            | + 10"       |
| 3 | Michael Rogers   | HTC-Columbia        | + 24"       |
| 4 | Vladimir Karpets | Katusha             | + 31"       |
| 5 | Janez Brajkovič  | RadioShack          | + 41"       |

## Clasificaciones finales

### Clasificación General
| Posición | Ciclista         | Equipo              | Tiempo      |
| -------- | ---------------- | ------------------- | ----------- |
|          | Simon Špilak     | Lampre-Farnese Vini | 17h 38' 06" |
| 2        | Denís Menshov    | Rabobank            | + 10"       |
| 3        | Michael Rogers   | HTC-Columbia        | + 24"       |
| 4        | Vladímir Karpets | Katusha             | + 31"       |
| 5        | Janez Brajkovič  | RadioShack          | + 41"       |
| 6        | Tiago Machado    | RadioShack          | + 1' 05"    |
| 7        | Marco Pinotti    | HTC-Columbia        | + 1' 16"    |
| 8        | Marcel Wyss      | Cervélo             | + 1' 17"    |
| 9        | Igor Antón       | Euskaltel-Euskadi   | + 1' 23"    |
| 10       | Richie Porte     | Saxo Bank           | + 1' 59"    |

### Clasificación de la montaña
| Posición | Ciclista      | Equipo     | Puntos |
| -------- | ------------- | ---------- | ------ |
|          | Thibaut Pinot | FDJ        | 54     |
| 2        | Chad Beyer    | BMC Racing | 24     |
| 3        | Denís Menshov | Rabobank   | 18     |

### Clasificación de los sprints
| Posición | Ciclista           | Equipo     | Puntos |
| -------- | ------------------ | ---------- | ------ |
|          | Chad Beyer         | BMC Racing | 18     |
| 3        | Jérémy Roy         | FDJ        | 6      |
| 4        | Aleksandr Yefimkin | Katusha    | 6      |

### Clasificación de los jóvenes
| Posición | Ciclista     | Equipo              | Puntos      |
| -------- | ------------ | ------------------- | ----------- |
|          | Simon Špilak | Lampre-Farnese Vini | 17h 38' 06" |
| 2        | Marcel Wyss  | Cervélo             | + 1' 17"    |
| 3        | Peter Sagan  | Liquigas-Doimo      | + 2' 21"    |

### Clasificación por equipos
| Posición | Equipo           | Tiempo      |
| -------- | ---------------- | ----------- |
|          | RadioShack       | 52h 58' 59" |
| 2        | Caisse d'Epargne | + 19"       |
| 3        | FDJ              | + 3' 34"    |

## Evolución de las clasificaciones
| Etapa (Vencedor)               | Clasificación general | Clasificación de la montaña | Clasificación de los sprints | Clasificación de los jóvenes | Clasificación por equipos |
| ------------------------------ | --------------------- | --------------------------- | ---------------------------- | ---------------------------- | ------------------------- |
| Prólogo (CRI) (Marco Pinotti)  | Marco Pinotti         | no se entregó               | no se entregó                | Peter Sagan                  | HTC-Columbia              |
| 1.ª etapa (Peter Sagan)        | Peter Sagan           | Thibaut Pinot               | Chad Beyer                   | Peter Sagan                  | HTC-Columbia              |
| 2.ª etapa (Mark Cavendish)     | Peter Sagan           | Thibaut Pinot               | Chad Beyer                   | Peter Sagan                  | HTC-Columbia              |
| 3.ª etapa (CRI) (Richie Porte) | Michael Rogers        | Thibaut Pinot               | Chad Beyer                   | Artem Ovechkin               | Katusha                   |
| 4.ª etapa (Simon Špilak)       | Michael Rogers        | Thibaut Pinot               | Chad Beyer                   | Simon Špilak                 | Caisse d'Epargne          |
| 5.ª etapa (Igor Antón)         | Simon Špilak          | Thibaut Pinot               | Chad Beyer                   | Simon Špilak                 | RadioShack                |
| Final                          | Simon Špilak          | Thibaut Pinot               | Chad Beyer                   | Simon Špilak                 | RadioShack                |

## Alejandro Valverde y la Operación Puerto
A pesar de que Alejandro Valverde no diese positivo en esta carrera ni en las anteriores durante el año, el 30 de mayo la UCI, a instancias del TAS, decidió anular todos los resultados del ciclista español durante el 2010 debido al Caso Valverde.
Por lo tanto oficialmente Valverde fue desclasificado de la ronda suiza con la indicación "0 DSQ" (descalificado) aunque indicando el tiempo y puntos de las clasificaciones parciales y finales. En la que había ganado la 5.ª etapa, fue segundo en la 3.ª etapa y quinto en la 4.ª como resultados parciales más destacados; además, en las clasificaciones finales fue el ganador de la general y segundo en los sprints como resultados finales más destacados. Todos sus resultados fueron anulados y su puesto quedó vacante excepto en los que salió victorioso en el que el segundo cogió su puesto quedándose el segundo vacante; y en la de la clasificación general parcial y final que en ese caso su exclusión supuso que los corredores que quedaron por detrás de él (hasta el 20.º) subiesen un puesto en la clasificación, quedando vacante la vigésima posición. Teniendo su participación solo incidencia en la clasificación por equipos como suele ser habitual en estos casos de expulsión de corredores.
Esta sanción también tuvo incidencia en el UCI World Ranking ya que sus puntos pasaron a otros corredores reestructurándose así no solo la clasificación individual sino la de por equipos y la de por países.